# مقاطعة أكي (هيروشيما)
مقاطعة أكي هي إحدى مقاطعات اليابان وتقع في محافظة هيروشيما. تبلغ مساحة هذه المدينة 73.41 (كم²)، ويبلغ عدد سكانها 116,573 نسمة حسب إحصاء سنة 2005 م.

## أعلام
- ناويا أوميدا